# Herb Łasku
Herb Łasku – jeden z symboli miasta Łask i gminy Łask w postaci herbu.

## Wygląd i symbolika
przedstawia w polu czerwonym korab złoty z takąż wieżą pozbawioną blanek.
Korabia miastu użyczyli jego założyciele i właściciele, Łascy.